# Haifa Wehbe
Haifa Wehbe (Mahrouna, 10 de Março de 1972) é uma cantora, atriz e modelo libanesa que se tornou famosa no Mundo Árabe ao ganhar o concurso de Miss Líbano em 1993. Em 2002 lançou-se como cantora e ganhou fama mundial por suas performances polêmicas. Haifa Wehbe é o símbolo sexual internacional dos árabes, algo que nunca havia ocorrido no Oriente Médio.

## Biografia
Aos 17 anos, Haifa, que já era modelo, tornou-se Miss Líbano. Após descobrirem que ela era menor de idade e casada, foi desclassificada do Miss Universo e ganhou as páginas dos principais jornais de todo o mundo. Haifa havia casado aos 15 anos, com um rapaz que sua família havia escolhido. Em 1996, já havia aparecido em mais de 100 capas de revistas pelo mundo. Em 1997 deu à luz sua única filha, Zainab. Em 1998, seu primeiro casamento chegou ao fim, e como manda a lei libanesa, Haifa perdeu o direito de conviver com sua filha. Em 2002, foi a vencedora da versão árabe do reality-show The Farm. Sua carreira musical começou no mesmo ano, com o lançamento de seu primeiro disco, o Huwa az-Zaman. Nesse álbum ela começaria a mostrar o que viria daqui para frente em quem acompanhasse seus passos. A canção "Ragab", um dos singles do álbum, tinha um videoclipe assaz escandaloso, em que ela, com roupas mínimas em cima de um barco, seduzia e enfrentava homens, e ainda assim, não seria o seu maior escândalo.
Seu segundo disco, Baddi Eesh tinha como carro chefe a música "Ya Hayat Albi", versão da canção "Perittós", da cantora greco-alemã Despina Vandi. Em uma cena do vídeoclipe, os funcionários de uma cozinha cobrem seu corpo com mesas, improvisando um trocador, onde ela tira seu uniforme de empregada e veste uma roupa fatal. 
Seu maior escândalo musical só viria porém no seu terceiro disco, lançado em 2007, o Baby Haifa. No primeiro single do disco, "Wawa", Haifa vivia uma babá atrapalhada. Além de ter uma conduta extremamente sensual, mesmo perto da criança, Haifa termina o vídeo realizando uma coreografia sensual junto a cinco homens, algo muito comum no ocidente vindo de artistas como Britney Spears, Madonna ou Gwen Stefani, mas até então inédito no mundo árabe.